# Фернанді Менді
'Фернанді Менді (порт. Fernandy Mendy / фр. Fernandy Mendy; нар. 16 січня 1994, Гуедіває, Сенегал) — бісауський та сенегальський футболіст, захисник клубу Першої ліги Шотландії «Аллоа Атлетік». Народився в Сенегалі, але на міжнародному рівні представляє Гвінею-Бісау.
Розпочав свою кар'єру в другій команді «Анже», а в 2014 році приєднався до «Ла-Флеша». Влітку 2019 року, пілсля успішного перегляду, приєднався до шотландського клубу «Рейт Роверз», а у вересні того ж року перебрався в оренду до «Келті Гартс». Влітку 2021 року, після 16 матчів за клуб, залишив «Рейт» вільним агентом, і підписав контракт з «Аллоа Атлетік».

## Ранні роки
Народився в сенегальському місті Гуедіває, в родині є найстаршим з 7 дітей. у 9-річному віці разом з родиною переїхав до Сен-Назера.

## Клубна кар'єра
виступав за молодіжну та дорослу команди «Сен-Назер», а також за резервну команду «Анже» та «Ла-Флеш». влітку 2019 року, після вдалого перегляду, підписав контракт з «Рейт Роверз». Дебютував за команду 13 липня 2019 року в програному (0:3) поєдинку Кубок шотландської ліги проти «Данді», де спочатку внаслідок його втрати м'яча «Рейт» пропустив перший м'яч, а потім заробив пенальті, з якого його команда пропустила вдруге. У вересні 2019 року вирушив у короткострокову оренду до «Келті Гартс». 13 жовтня 2020 року вийшов на поле в програному (1:3) «Рейт Роверз» поєдинку Кубку шотландської ліги проти «Гарт оф Мідлотіан». Влітку 2021 року вільним агентом залишив клуб.
У липні 2021 року підписав контракт з клубом Першої ліги Шотландії «Аллоа Атлетік».

## Кар'єра в збірній
Народився в Сенегалі в родині вихідців з Гвінеї-Бісау, але в юному віці переїхав до Франції. У березні 2021 року отримав свій перший виклик до збірної Гвінеї-Бісау. Потрапив до списку гравців національної збірної Гвінеї-Бісау, які поїхали на Кубок африканських націй 2022 року.